# Юлиан Галикарнасский
Юлиа́н Галикарна́сский (др.-греч. Ἰουλιανὸς ὁ Ἁλικαρνασσεὺς умер после 518 года) — епископ Галикарнаса, церковный деятель и писатель. Сторонник миафизитской христологической партии в византийской церкви, за свою антихалкидонскую позицию изгнанный с кафедры во время гонений императора-халкидонита  Юстина I. С его именем связано возникшее в среде миафизитов течение юлианизма, от которого, в свою очередь произошла секта афтардокетов.
О жизни и личности его до нас дошли лишь скудные сведения. Как епископ Галикарнаса в Карии он принимал участие в интригах, приведших в 511 году к падению константинопольского патриарха Македония. При великом антимонофизитском движении начала царствования Юстина I, Юлиан в 518 году лишился епископского престола и бежал в Александрию, где нашёл приют в одном из монастырей. Здесь он встретил патриарха Севера, изгнанного из Антиохии. С последним у него произошло разногласие по вопросу о том, было ли тело Христа во время пребывания на земле нетленно или тленно. Севир выступил за вторую альтернативу, Юлиан — за первую, и приобрёл в Александрии массу сторонников своего взгляда. Этот спор привёл к расколу, выразившемуся в избрании двух александрийских патриархов, Феодосия и Гайана. Обе партии — феодосиане и гайанисты — боролись друг с другом и просуществовали до VII века.
Позднейшая судьба Юлиана неизвестна. Наверняка только можно сказать, что он не вернулся более в Галикарнас. Феофан Исповедник упоминает его имя ещё раз в связи с Константинопольским собором 536 года, где против него была провозглашена анафема. Сочинения Юлиана до нас не дошли. От всей его литературной деятельности сохранилось лишь несколько писем, частью в сирийском, частью в латинском переводе.